# Unicorno (finanza)
Nel mondo degli affari un unicorno è una startup detenuta da privati (cioè non quotata in borsa) valutata almeno un miliardo di dollari. Il termine, coniato dal venture capitalist Alieen Lee, è stato usato per la prima volta in una pubblicazione su Techcrunch del 2013 dal titolo "Welcome To The Unicorn Club: Learning from Billion-Dollar Startups".  L'animale mitologico è stato scelto proprio perché, così come gli unicorni, le startup di successo rappresentano una rarità.
Fenomeno raro in ambito economico, parte degli economisti rilevano in questo fatto una spia di una possibile bolla nel settore economico in cui l'unicorno agisce, mentre per altri questo tipo di aziende sono il frutto dello sviluppo tecnologico. Da un punto di vista statistico, solo una startup su 2,5 milioni è un unicorno e vi impiega, in media, sette anni per raggiungere tale obiettivo.